# Етинге
Етинге (швед. Getinge) — город в Швеции в Хальмстадской коммуне Халландского лена.
Расположен в 16 км к северу от Хальмстада. Является административным центром коммуны.
В раннем Средневековье Етинге был местом, где собирался ландстинг Халланда.

## Население
| 1960 | 1965 | 1970 | 1975 | 1980 | 1990 | 1995 | 2000 | 2005 | 2010 |
| ---- | ---- | ---- | ---- | ---- | ---- | ---- | ---- | ---- | ---- |
| 1306 | 1355 | 1563 | 1792 | 1984 | 1868 | 1890 | 1843 | 1885 | 1843 |